# バコイ川
バコイ川（バコイがわ、Bakoy River）は、西アフリカの河川。ギニアとマリを流れ、マリ西部のカイ州にあるバフーラベでバフィン川と合流し、セネガル川となる。マンディング諸語においては、バコイは「白い川」、バフィンは「黒い川」、バロエは「赤い川」を意味する。
バコイ川の源流は、ギニアのシギリ市の北西にあるMénien山の花崗岩地帯である。川は北へと流れ、一部においてはマリとギニアの国境をなしている。その後マンディング高原を蛇行しながら流れ、バマコの西側で主要な支流であるバロエ川を合わせる。バコイ川の全長は560㎞で、流域面積は85,600 km2である。川の流量は西アフリカでモンスーンのはじまる9月に最大となるが、一方で1月から6月にかけてはほとんど流れない。モンスーンの年ごとの強さの変化は、バコイ川の流量に大きな変化を与える。バフーラベの上流54㎞に位置するOualiaの量水標においては、特に乾燥の激しかった1972年においては30 m3/sだったのに対し、1958年には260 m3/sを記録していた。1951-1978年の平均流量は156m3 / sで、年間流量は4.9km3に相当する。バフーラベにおけるバコイ川の流量は、バフィン川の流量の3分の1から2倍までを記録している。